# Југославија на избору за Песму Евровизије 1964.
Југославија је учествовала на Песми Евровизије 1964, одржаном у Копенхагену, Данска.

### Југовизија 1964.
Југословенско национално финале одржано је 5. фебруара у Делавском дому у Трбовљу , чији је домаћин била Хелена Кодер. У финалу је било 8 песама, свака са четири поднационална јавна емитера: РТВ Љубљана, РТВ Загреб, РТВ Београд и РТВ Сарајево. Победник је изабран гласовима осмочланог жирија стручњака, по једног поротника за сваку од шест република и две аутономне покрајине. На крају такмичења изједначено је између песме Сабахудина Курта „Живот је склопио круг“ и „Злати април“ Марјане Держај. Пошто су босанскохерцеговачки певач Сабахудин Курт и његова песма добили више максималних оцена од Марјане Держај, он је изабран за победника. "Живот је склопио круг" написали су Срђан Матијевић и Стеван Раичковић.
| Финале – 6. фебруар 1964 | Финале – 6. фебруар 1964 | Финале – 6. фебруар 1964 | Финале – 6. фебруар 1964 | Финале – 6. фебруар 1964 | Финале – 6. фебруар 1964 |
| Драв                     | Броадцастер              | Уметник                  | Сонг                     | Бодова                   | Место                    |
| ------------------------ | ------------------------ | ------------------------ | ------------------------ | ------------------------ | ------------------------ |
| 1                        | РТВ Сарајево             | Бошко Оробовић           | "Вече"                   | 5                        | 5                        |
| 2                        | РТВ Београд              | Крста Петровић           | "Ока твог да нема"       | 1                        | 7                        |
| 3                        | РТВ Љубљана              | Стане Манцини            | "Какор бела снежинка"    | 3                        | 6                        |
| 4                        | РТВ Загреб               | Иво Робић                | "Њен први плес"          | 0                        | 8                        |
| 5                        | РТВ Сарајево             | Сабахудин Курт           | "Живот је склопио круг"  | 21                       | 1                        |
| 6                        | РТВ Београд              | Лола Новаковић           | "Трагом звезда"          | 8                        | 4                        |
| 7                        | РТВ Љубљана              | Марјана Держај           | "Злати април"            | 21                       | 2                        |
| 8                        | РТВ Загреб               | Арсен Дедић              | "Одлучи се"              | 13                       | 3                        |

## На Евровизији
Сабахудин Курт је добио 0 поена (нула поена), деливши 13. (последње) место у пољу од 16 земаља у конкуренцији. То је био први и једини пут да је Југославија добила нула поена.